# БА-23
БА-23Х  — советский проект среднего по массе химического бронеавтомобиля на базе грузового автомобиля ЗИС-6, разработанный в межвоенный период. Не вышел из стадии макетов.

## История создания
Проект химического бронеавтомобиля на базе шасси грузового автомобиля ЗИС-6, получивший обозначение БА-23Х, был разработан заводом ДРО города Выкса и СКБ завода «Компрессор» в 1937 году. Был выполнен макет бронеавтомобиля, однако дальнейшего развития проект не получил и машина никогда не реализовывалась в металле.

## Описание конструкции
БА-23Х имел капотную переднемоторную, заднеприводную автомобильную компоновку. Моторно-трансмиссионное отделение размещалось в носовой части корпуса, отделение управления — в средней; за отделением управления находился бак для боевого химического вещества. Экипаж машины состоял из двух человек (механика-водителя и командира, выполнявшего также функции стрелка).

### Броневой корпус и башня
Броневой корпус машины должен был изготавливаться из катаных стальных броневых листов, установленных под рациональными углами наклона. Башня — полноповоротная, конической формы.

### Вооружение
Вооружение машины состояло из одного 7,62-мм танкового пулемёта ДТ, установленного в шаровой установке в башне.

### Химическое оборудование
Машина должна была оснащаться специальным химическим оборудованием марки «КС-18» (аналогичным использованному на серийной машине КС-18) производства завода «Компрессор» и баком ёмкостью 800 л. В зависимости от вещества, наполняющего бак, машина могла выполнять различные задачи — постановку дымовых завес, дегазацию местности или распыление боевых отравляющих веществ..
Постановка дымовых завес осуществлялась с использованием смеси S-IV.
Дегазация местности производилась при помощи распылительной колонки..
Заражение местности ОВ осуществлялось с помощью специального распылителя подковообразной формы, обеспечивавшего полосу распыления шириной в 25 м.

### Ходовая часть
Ходовая часть машины — колёсная, с колёсной формулой 6 × 4. Подвеска машины — зависимая на полуэллиптических листовых рессорах. Для увеличения проходимости машины предполагалось использование быстросъёмных гусеничных лент «Оверолл».

### Сноски
1. ↑  ДРО — дробильно-размольное оборудование.